# Zurobata reticulata
Zurobata reticulata är en fjärilsart som beskrevs av Moore 1882. Zurobata reticulata ingår i släktet Zurobata och familjen nattflyn. Inga underarter finns listade i Catalogue of Life.